# Arctia caliginosa
Arctia caliginosa är en fjärilsart som beskrevs av O. Schultz 1904. Arctia caliginosa ingår i släktet Arctia och familjen björnspinnare. Inga underarter finns listade i Catalogue of Life.